# Дањишовце
Дањишовце (слч. Danišovce) насељено је мјесто са административним статусом сеоске општине (слч. obec) у округу Спишка Нова Вес, у Кошичком крају, Словачка Република.

## Становништво
| Година:    | 1994. | 2004.    | 2014.    | 2024.   |
| ---------- | ----- | -------- | -------- | ------- |
| Број људи: | 326   | 454      | 555      | 558     |
| Разлика:   |       | +39,26 % | +22,24 % | +0,54 % |

| Година:    | 2023. | 2024.   |
| ---------- | ----- | ------- |
| Број људи: | 563   | 558     |
| Разлика:   |       | -0,88 % |

Према подацима о броју становника из 2011. године насеље је имало 519 становника.